# Unsterblich (Album)
Unsterblich ist ein Studioalbum der deutschen Rockband Die Toten Hosen. Es wurde von Jon Caffery produziert und erschien am 6. Dezember 1999 beim bandeigenen Label JKP.
Die Band führt die inhaltliche Ausrichtung des vorangegangenen Studioalbums Opium fürs Volk fort und setzt sich mit Wertvorstellungen, der Vergänglichkeit des Seins und der Sinnfrage des Lebens auseinander.
Das Album enthält mit dem Titel Sonntag im Zoo von Frank Ziegert, ursprünglich von der Band Abwärts veröffentlicht, und Lesbische, schwarze Behinderte von Funny van Dannen zwei Coverversionen. Die satirischen Stücke Schön sein, Bayern und Der Mond, der Kühlschrank und ich sind eine Zusammenarbeit mit van Dannen. Der Text zum einzigen englischsprachigen Song Call of the Wild des Tonträgers entstand mit Unterstützung von T. V. Smith.
Das Album stellt zudem einen Einschnitt in der Bandbiografie dar. Aufgrund gesundheitlicher Probleme mit der Wirbelsäule gab Schlagzeuger Wolfgang Rohde seinen Platz während der Aufnahmen an Vom Ritchie ab. Rohde, der seit 1986 Schlagzeuger der Band war, ist in lediglich vier Stücken zu hören.

## Entstehung
Die Band führte bei Unsterblich die Linie der vorangegangenen Studioalben Kauf mich! und Opium fürs Volk fort und konzentrierte sich hauptsächlich auf Lieder mit ernsthaftem Inhalt. Campino fiel es zunehmend schwer, scherzhafte Stücke zu schreiben. Eine Entwicklung, die er jedoch nicht an bestimmten Schicksalsschlägen oder Menschen, die ihm begegnet sind, festmachen will. Gegenüber dem Musikexpress bekannte Campino: „Das wird schon was mit meinem Leben zu tun haben. Aber der einzige Spiegel, in dem man mich öffentlich sehen kann, steht in meinen Texten. Alles andere möchte ich nicht zu Markte tragen.“ Campino befürchtete, seine Stimmung könnte sich zu stark auf die Produktion übertragen und das Album könnte insgesamt zu trist werden. Er setzte sich deshalb mit dem Satiriker Funny van Dannen zusammen, der ihn beim Texten der Lieder Schön Sein und Bayern unterstützte.
Das Album Unsterblich entstand von August bis November 1999 im Studio von Dieter Dierks in Stommeln unter der Leitung von Jon Caffery. Die Abmischung und das endgültige Mastering erfolgten in der Skyline Tonfabrik in Düsseldorf.

## Gestaltung von Cover und Begleitheft

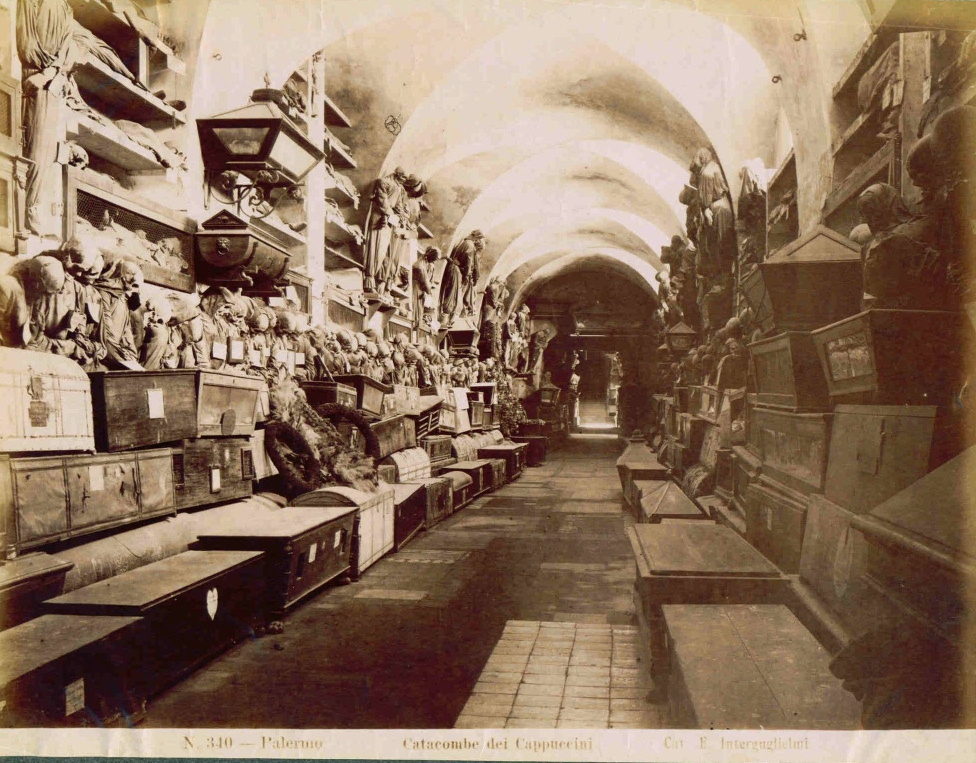
Mumien aus der Kapuzinergruft von Palermo, die im Begleitheft abgebildet sind

Das Cover von Johann Zambryski zeigt eine Aufnahme mit Blick über eine Gebirgslandschaft, im Vordergrund einen einfachen Holzzaun und ein Schild mit der Aufschrift: „Auf Wiedersehen!“ Ein Ausschnitt des Coverfotos, mit Fokus auf die Abschiedsworte, wird in der Mitte des Booklets erneut aufgeführt; ihm ist ein Bild aus der Kapuzinergruft von Palermo gegenübergestellt. Das Begleitheft enthält neben sämtlichen Liedtexten ausschließlich in schwarz-weiß gehaltene Porträts der Bandmitglieder, aufgenommen von Olaf Heine.

## Themen und Titelliste
Wie in allen vorherigen Alben stammen die meisten Texte von Campino und sind in der Ich-Perspektive verfasst. Eine große Anzahl gefühlsbetonter, oft auch schwermütiger Texte geben dem Album zusätzliche Authentizität.
Im ersten Lied Entschuldigung, es tut uns leid, das mit einem kurzen Hörspiel eingeleitet wird, gesprochen von Jacques Palminger und Rocko Schamoni, begegnet die Band ihren Gegnern mit rhetorischer Ironie:
„Wir haben euch erzürnt, eure Kinder versaut und euch dann noch ausgelacht. Doch jetzt tut es uns leid, wir stehen vor euch und haben Blumen mitgebracht“, heißt es im letzten Refrain.
Mit der Darstellung der Band in den Medien seit dem Debütalbum Opel-Gang beschäftigt sich der Liedtext in Helden und Diebe, das mit einer Spielzeit von über sechs Minuten längste Stück auf dem Album Unsterblich. Dort heißt es: „Wir sind Propheten, wir sind Lügner, mal sind wir falsch und manchmal echt.“ Die Band warnt im Schlussrefrain ihre Fans davor, zu viele Erwartungen in sie zu stecken und sie zu vergöttern: „Wir sind Helden, wir sind Diebe, wir nehmen’s so wie es grad kommt. Und wenn ihr an etwas glauben wollt, glaubt an Euch selbst und nicht an uns.“ Eine Einstellung, die laut Campino aus der Punk-Generation kommt, bei der „We don’t want no heroes! – Hört auf die anderen anzubeten, macht lieber selbst was“ immer eine gängige Diskussion war.
Für den Ich-Erzähler in Warum werde ich nicht satt? besteht der „Sinn des Lebens“ ausschließlich aus dem Erlangen von Statussymbolen, materiellen Werten und der Befriedigung der Lust auf Luxusbedürfnisse. Der Erzähler im Lied Wofür man lebt hingegen führt die Sinnfrage, die er lange verdrängt hat, weiter: „Ich bin gestern, als ich barfuß war, auf einer Frage ausgerutscht, die ich irgendwann mal verloren hab und die schon länger da gelegen haben muss.“ Der absurde Text in Der Mond, der Kühlschrank und ich, entstanden in Zusammenarbeit mit Funny van Dannen, greift dieses Thema im vorletzten Lied des Albums erneut auf.
Der Song Containerlied ist ein Märchen und handelt von einem Obdachlosen, der in einer kalten Nacht, mit einer Krone aus Zeitungspapier auf seinem Kopf, in einem Müllcontainer erfriert. Er kommt später als Wolke zurück und freut sich, dass ein kleiner Junge seine Krone mit sich führt. Alles wie immer ist ein Lied über Resignation.
Das Titelstück Unsterblich ist eine Ballade und beschäftigt sich mit dem Thema Liebe. Den Text zu Call of the Wild schrieben Campino und T. V. Smith gemeinsam in Smiths Londoner Wohnung, bevor sie das Konzert von Joe Strummer am 21. Oktober 1999 im Londoner Astoria besuchten.
In Unser Haus gibt Campino viel Persönliches über sich, sein Elternhaus und die Beziehung zu seinem verstorbenen Vater preis. Er entschuldigt sich dafür im Begleitheft zum Album bei seiner Mutter und seinen fünf Geschwistern.
Der Liedtext von Regen beschreibt eine depressive Stimmung. Der Erzähler wünscht sich, ein Regenguss könne nicht nur den Schmutz in der Großstadt wegspülen, sondern alles, was ihn bedrücke.
König der Blinden handelt von einem Herrscher, der dem Volk blinden Gehorsam auferlegt. Dazu ist im Begleitheft eine Zeichnung dreier Frauen zu sehen, die sich wie die sprichwörtlichen drei Affen Ohren, Augen und Mund zuhalten.
Der Text von Sonntag im Zoo betrachtet den Begriff von Freiheit aus der Sicht von Sonntagsausflüglern in einem zoologischen Garten. Im Text heißt es „Sie sind freudig erregt, und sie fotografieren, sie lachen mit sich und der Welt und den Tieren. Und die Kinder schreien fröhlich, und eine Schlange vorm Klo. Und alle sind glücklich sonntags im Zoo.“ Der Refrain lautet: „Hier sind wir glücklich – ich und du. Hier sind wir frei – an einem Sonntag im Zoo.“
Das Lied Lesbische, schwarze Behinderte stammt aus dem Repertoire des Satirikers Funny van Dannen. Der Text zu Schön Sein betrachtet satirisch den Jugend- und Schönheitswahn, während Bayern eine spöttelnde Kritik am FC Bayern München ist. An beiden Liedern war van Dannen ebenfalls maßgeblich beteiligt.
Im abschließenden Lied Die Unendlichkeit wird der Begriff „Unendlichkeit“ personifiziert. Der Schluss des Liedes lautet: „Ich hätte gedacht, dass sie viel älter ist, und jeder Ernst hat ihr gefehlt. Sie ist auch lange nicht so groß
wie man sich’s vorstellt.“

## Musik
Wie bei allen vorherigen Produktionen der Band Die Toten Hosen obliegt Campino der Leadgesang. Die E-Gitarren sind mit Andreas von Holst und Michael Breitkopf und der E-Bass mit Andreas Meurer besetzt. Wolfgang Rohde spielt in den Stücken Wofür man lebt, Inter-Sex, Regen und Bayern Schlagzeug. In den übrigen Stücken bedient Vom Ritchie, der seit September 1998 zur Besetzung der Band gehört, die Schlaginstrumente.
Wie bereits im Album Opium fürs Volk setzt die Band auch bei Unsterblich vermehrt den Klang von Streich- und Blasinstrumenten ein, den Hans Steingen mit seinem Big Noise Orchestra zum Teil elektronisch erzeugt. Unser Haus ist ausschließlich mit Geigen und Celli instrumentiert. Das Cello in Wofür man lebt spielt Birte Schuler, Steingen begleitet in diesem ruhigen Titel am Piano. Ein weiterer Gastmusiker ist Frank Ziegert, der die Leadgitarre in seinem Lied Sonntag im Zoo spielt.

Bläser im Intro (Ausschnitt) von Warum werde ich nicht satt

Den Swingrhythmus in Warum werde ich nicht satt geben Blechblasinstrumente an, die in verschiedenen Variationen des Riffs aus dem Intro immer wieder im Stück zu hören sind. Hinzu kommt ein Walking Bass und der Sound der als „hartes Brett“ gespielten E-Gitarren. Vorbild für den Swingtitel war die Musik der Royal Crown Revue, mit der die Band Die Toten Hosen im Jahr 1998 während der Vans Warped Tour in Australien unterwegs war.

Motiv der ersten Rhythmusgitarre im Titel Unsterblich

Im Titellied Unsterblich bilden acht Takte, die von Michael Breitkopf auf der E-Gitarre stetig wiederholt werden, die harmonische und rhythmische Grundlage des gesamten Songs. Das Keyboard, das bereits im Intro zu hören ist, spielt Hans Steingen.
Als Überleitung von der Ballade Unsterblich zum Punkrockstück Call of the Wild dient das 40-sekündige Instrumentalstück Inter-Sex, ein Titel im Blues-Schema, das von Saxophonen gespielt wird und die Swingelemente aus Warum werde ich nicht satt aufgreift.
Die dominierende, blechern klingende Gitarre im Container-Lied lässt an den Musiker Billy Bragg denken, der in den frühen 1980er Jahren mit einer E-Gitarre als Straßenmusiker durch London tingelte.
Die zum Stil der Band gehörenden gehämmerten Achtelnoten, die Powerchords und den hymnenartigen Refrain trifft man in den Titeln Schön sein und Bayern wieder.
Das Intro von Bayern (Die-Toten-Hosen-Lied) spielt eine akustische Gitarre, die bis zur Mitte der ersten Strophe den Gesang mit gebrochenen Chords begleitet. Dann setzen E-Bass und eine leicht verzerrte E-Gitarre ein.
Ab der zweiten Strophe nimmt eine klar gespielte E-Gitarre das Motiv der Akustikgitarre wieder auf, hinzu kommen das Schlagzeug und eine weitere Gitarre, die dem Song den vollen Rocksound geben.

## Veröffentlichungen

### Singles
Die Single Schön sein wurde 1999 vor dem Album veröffentlicht. Die Frontseite des Covers bestand aus einem Spiegel. In späteren Auflagen wurde er durch das Foto eines weißen Pudels, das Symbol von Rocko Schamonis Golden Pudel Club ersetzt. Die CD enthält als weitere Zusammenarbeit mit T. V. Smith den Song You’re Dead, der für den gleichnamigen Film komponiert wurde, und die zwei bandeigenen deutschsprachigen Kompositionen Fußball und Im Westen nichts Neues.
Die Single Unsterblich aus dem Jahr 2000 enthält zusätzlich das Musikvideo von Regisseur Peter Lindbergh und einen kurzen Film über die Dreharbeiten, eine Dub-Version von Wofür man lebt und eine Coverversion des Rock-’n’-Roll-Songs Psycho, ursprünglich von The Sonics aus dem Jahr 1965.

Covergestaltung der Single Warum werde ich nicht satt?

Als nächste Single veröffentlichte die Band das Lied Bayern als Tipp-Kick-Version. Der Titel wurde dafür neu eingespielt. Die Aufnahme unterscheidet sich im Text geringfügig vom Original und ist vier Sekunden länger. Auf der Frontseite des Covers ist vor rotem Hintergrund eine Tipp-Kick-Figur abgebildet. Als Zusatztitel coverte die Band Die Toten Hosen den Schlager Laß doch mal Dampf ab von Christian Bruhn und Fred Weyrich, ursprünglich von Gert Fröbe gesungen. Enthalten sind zudem eine Version des Songs You’ll Never Walk Alone, der als Vereinshymne des FC Liverpool gilt, und eine Interpretation von Hang On Sloopy von The McCoys.
Warum werde ich nicht satt? wurde die letzte Singleauskoppelung des Albums. Auf der B-Seite befinden sich Coverversionen der Songs Babylon’s Burning von The Ruts und Should I Stay or Should I Go? von The Clash. Das Begleitheft enthält ausschließlich schwarz-weiße, während der Aufnahmen zum Musikvideo entstandene Hochglanzfotos der Band, dargestellt als mexikanische Musiker.

### Musikvideos
Im Musikvideo zu Schön sein von Regisseur Stefan Telegdy, das 1999 veröffentlicht wurde, spielt Ben Becker einen Transmann, der ein Doppelleben führt. Drei weitere Videos erschienen im Jahr 2000, jeweils zu den Singleauskoppelungen.
Für die Aufnahmen zum Musikclip Unsterblich reiste die Band gemeinsam nach England, um die Küstenlandschaft von Cornwall als Kulisse zu haben. Während der Arbeit am Drehort kam Regisseur Peter Lindbergh jedoch auf die Idee, die Kamera über die gesamte Länge des Liedes einzig auf Campinos Gesicht einzustellen. Im Studio wurde später durch Computeranimation kurz vor Ende des Liedes das Gesicht des Starmodells Marie-Sophie Wilson darüber gelegt, so dass der Eindruck entsteht, die beiden würden zu einer Person. Die übrigen Bandmitglieder sind lediglich zehn Sekunden lang im Intro und für zwei Sekunden in der Schlusseinstellung des vollkommen in schwarzweiß gehaltenen Films zu sehen, wie sie in dunkle lange Mäntel gekleidet über den Strand gehen.
Den Videoclip zu Bayern drehte Regisseur Peter Thorwarth bewusst im Stil eines Amateurfilms, um auf den Unterschied zwischen dem Spaß am Freizeitfußball und dem rein gewinnorientierten Profi-Fußball hinzuweisen. Zu sehen ist die Band beim Fußballspielen mit Freunden und Fans auf dem Ascheplatz von Alemannia 08 in Düsseldorf-Flingern.
Das Musikvideo Warum werde ich nicht satt ist die erste Zusammenarbeit der Band mit Regisseur Wim Wenders. Campino spielt darin einen Mann, der sich mit Luxus umgibt, in der Rolle seiner Gespielin sieht man Michaela Schaffrath. Der Düsseldorfer Rheinturm wurde durch digitale Bildbearbeitung in eine extravagante Villa mit Golfplatz auf der Dachplattform umgestaltet.

### Neuauflage 2007
Zum 25. Jahrestag des Bestehens der Band Die Toten Hosen wurde unter anderen das Album Unsterblich nachbearbeitet.
Die Neuauflage erhielt ein zweites Begleitheft, in dem ein Interview von Jan Weiler mit der Band abgedruckt ist, das sich mit der Entstehung des Albums befasst. Die CD wurde zusätzlich um neun Titel erweitert. Dabei handelt es sich um B-Seiten, Demos und Lieder, die zuvor nur auf Samplern zusammen mit anderen Interpreten herausgebracht worden waren:
1. Ich seh’ die Schiffe den Fluss herunterfahren – 2:41 (Cover von Abwärts)
2. Fußball – 2:09 (von Holst / Campino)
3. Im Westen nichts Neues – 1:59 (Breitkopf / Campino)
4. Gesicht 2000 – 2:20 (Breitkopf / Campino)
5. Lass doch mal Dampf ab – 2:24
6. Meine Stadt – 2:47 (Breitkopf / Campino)
7. Neandertaler – 3:22 (van Dannen, Campino)
8. Die Nacht der lebenden Leichen – 2:33 (Meurer / Campino)
9. You’re Dead – 4:41

## Tournee
Die gleichnamige Konzertreise zum Album Unsterblich eröffnete die Band am 6. Mai in Wels und am 7. Mai 2000 im Bregenzer Festspielhaus. Bis Ende Mai gab die Band Konzerte im Bundesleistungszentrum in Füssen, in der Europahalle Karlsruhe, in der Hanns-Martin-Schleyer-Halle in Stuttgart, im Hallenstadion in Zürich, in der Bremer Stadthalle, in der Eissporthalle Kassel, in der Erfurter Messehalle und in der Sachsenarena in Riesa. Eine Fotografie im Großformat, aufgenommen von Andreas Gursky bei einem der beiden Konzerte am 27. und 28. Mai 2000 in der Dortmunder Westfalenhalle 1, wurde im Museum of Modern Art in New York ausgestellt. Es folgten Klubkonzerte in Warschau und Krakau, ein Auftritt in der Wiener Stadthalle und ein weiteres Konzert als Gäste bei Rock im Park in Nürnberg am 10. Juni 2000.
Am 11. Juni zog sich Frontmann Campino bei Rock am Ring einen Kreuzbandriss zu, als er auf der Bühne ausrutschte. Zwar beendete er das Konzert und trat am Tag darauf auch beim Pinkpop-Festival in den Niederlanden auf, musste sich dann jedoch operieren lassen. Der Rest der geplanten Tournee bis Ende des Jahres wurde schließlich abgesagt.

## Rezeption

### Pressestimmen
Joachim Gauger von laut.de ist der Meinung, dass es „soviel explizite Besinnlichkeit“ bei der Band Die Toten Hosen zuvor nicht gegeben habe, und stellt fest, dass auch die Hosen älter werden. „Klavierbegleitete Balladen“ und ein „melancholischer Campino“ passten nicht recht in die Kategorie Punkrock, schreibt er weiter und hält es für eher unwahrscheinlich, dass „jugendliche Pogotänzer“ jemals den Text zu Warum werde ich nicht satt auswendig kennen würden. Andere Songs wie Sonntag im Zoo oder Schön Sein hätten hingegen „kein bißchen weniger Drive als zu Zeiten der Opel-Gang“. Gauger kommt zu dem Resümee, dass Unsterblich, „auch dank dem lyrischen Beistand von Funny van Dannen, eine vielseitige Platte mit einigen starken Melodien und reichlich feinsinniger Ironie“ geworden sei, es sei jedoch vom „provokanten Gestus, der die Hosen früher auszeichnete“, nicht viel übrig geblieben. Die alten Feindbilder hätten ausgedient und die neuen taugten nicht. Jetzt müssten, laut Gauger, schon die Kicker vom FC Bayern München als Buhmann dienen, und das sei „allenfalls der kleinste gemeinsame Nenner und nicht sonderlich originell“.
„Unsere Vorzeigepunks sind reifer geworden“, bemerkt auch Martin Scholz in der Dezember-Ausgabe des Rolling Stone von 1999 und führt weiter aus, das neue Album sei „eine Gratwanderung, der reizvolle Versuch, die Unbekümmertheit früherer Jahre mit tiefer schürfenden Texten zu paaren, die bis dato keiner von den Toten Hosen erwartet hätte.“ Es sei „ein Patchwork höchst extremer Stimmungen“.
Das Lied Bayern wurde von den Medien besonders aufmerksam betrachtet. Uli Hoeneß reagierte auf die abfälligen Reime gegen den FC Bayern München mit den Worten: „Das ist der Dreck, an dem unsere Gesellschaft irgendwann ersticken wird.“ Die Band Die Toten Hosen nahm diesen Satz prompt in den Nachspann des Musikvideos zu Bayern auf. Die Süddeutsche Zeitung hingegen sah die Humoreske im Lied und zeichnete es am 18. Dezember 1999 mit dem „Musenkuss der Woche“ aus. Die Yeti Girls fühlten sich dazu berufen, das Lied zu covern und die Originaltextzeile: „Ich würde nie zum FC Bayern München gehen!“ in „Wir würden niemals zu den Toten Hosen gehen!“ zu ändern. Den „Anti-Hosen-Titel“ stellten sie zum Download auf ihrer Homepage zur Verfügung. In einem Glückwunschschreiben zum 60. Geburtstag von Uli Hoeneß teilte Campino diesem im Januar 2012 mit, dass nach Veröffentlichung von Bayern „im Süden des Landes die Verkäufe sämtlicher Tote Hosen-CDs deutlich eingebrochen sind und sich bis heute nicht erholt haben“.
Einen Verriss erfuhr das Album durch Ox-Fanzine im März 2000. Die Musik sei zum „langweilig belanglosen Deutschrock verkommen“ und die Texte bestünden aus „weltverbesserischen Klugscheißereien, die jedem Jungpunk eigentlich die Schamesröte ins Gesicht treiben sollten“.

### Einflüsse
Wim Wenders bezieht sich in seinem 2008 veröffentlichten Film Palermo Shooting, dessen Hauptrolle er mit Campino besetzte, auf den Titel Warum werde ich nicht satt?. Er kommentierte später, dass auch sein Film von jemandem handle, der alles hat und trotzdem nicht genug hat und merkt, dass sein Leben leer ist.
Der Düsseldorfer Rapper Koljah übernahm 2010 die Melodie im Intro von Helden und Diebe für seine Hip-Hop-Ode an Die Toten Hosen. Das Lied erschien auf Koljahs Debütalbum Publikumsbeschimpfung.

## Kommerzieller Erfolg

### Chartplatzierungen
Das Album erreichte Platz eins der Charts in Deutschland, Platz sechs in Österreich und Platz neun in der Schweiz, obwohl es durch die abgebrochene Tour nur einen Teil der geplanten Öffentlichkeitsarbeit erfuhr. Am 13. Dezember 2024 war die 25-Jahre-Jubiläumsedition von Unsterblich die erste Nummer eins der Deutschen Rock- und Metalcharts.
| ChartsChartplatzierungen | Höchstplatzierung | Wochen |
| ------------------------ | ----------------- | ------ |
| Deutschland (GfK)        | 1 (31 Wo.)        | 31     |
| Österreich (Ö3)          | 6 (15 Wo.)        | 15     |
| Schweiz (IFPI)           | 9 (26 Wo.)        | 26     |

| ChartsJahrescharts (2000) | Platzierung |
| ------------------------- | ----------- |
| Deutschland (GfK)         | 18          |
| Schweiz (IFPI)            | 54          |

### Auszeichnungen für Musikverkäufe
Es wurde in Deutschland mit zwei Platin-Schallplatten ausgezeichnet, in Österreich und der Schweiz je einmal mit Gold.
| Land/Region        | Auszeichnungen für Musikverkäufe (Land/Region, Auszeichnung, Verkäufe) | Verkäufe |
| ------------------ | ---------------------------------------------------------------------- | -------- |
| Deutschland (BVMI) | 2× Platin                                                              | 600.000  |
| Österreich (IFPI)  | Gold                                                                   | 25.000   |
| Schweiz (IFPI)     | Gold                                                                   | 25.000   |
| Insgesamt          | 2× Gold · 2× Platin ·                                                  | 650.000  |